# Triathlon d'Edmonton
Le Triathlon d'Edmonton est une course qui se déroule à Edmonton, au Canada. Il a lieu régulièrement depuis 2002.
Organisé par l'ITU, ce triathlon fut un temps un événement majeur dans le calendrier international du fait de son label « World Cup », label qu'il a perdu depuis.

## Palmarès

### Masculin
| Épreuves | Or                                         | Argent                                      | Bronze                                     |
| -------- | ------------------------------------------ | ------------------------------------------- | ------------------------------------------ |
| 2013     | Grégory Rouault (FRA) 57 min 39 s          | Kyle Jones (CAN) 57 min 46 s                | Ivan Ivanov (UKR) 58 min 01 s              |
| 2012     | Kyle Jones (CAN) 57 min 33 s               | Alexander Hinton (CAN) 57 min 36 s          | Jarrod Shoemaker (USA) 57 min 41 s         |
| 2011     | Bevan Docherty (NZL) 1 h 46 min 47 s       | Aurélien Lescure (FRA) 1 h 46 min 49 s      | Hunter Kemper (USA) 1 h 46 min 54 s        |
| 2007     | Bevan Docherty (NZL) 1 h 45 min 54 s       | Alexander Bryukhankov (RUS) 1 h 46 min 14 s | Sven Riederer (SUI) 1 h 46 min 42 s        |
| 2006     | Hamish Carter (NZL) 1 h 47 min 33 s        | Jarrod Shoemaker (USA) 1 h 47 min 37 s      | Hunter Kemper (USA) 1 h 47 min 39 s        |
| 2005     | Andy Potts (USA) 1 h 46 min 30 s           | Hunter Kemper (USA) 1 h 47 min 06 s         | Matthew Reed (USA) 1 h 47 min 28 s         |
| 2004     | Course annulée pour cause de mauvais temps | Course annulée pour cause de mauvais temps  | Course annulée pour cause de mauvais temps |
| 2003     | Simon Whitfield (CAN) 1 h 47 min 07 s      | Hunter Kemper (USA) 1 h 47 min 14 s         | Greg Bennett (USA) 1 h 47 min 30 s         |
| 2002     | Simon Whitfield (CAN) 1 h 49 min 42 s      | Greg Bennett (USA) 1 h 49 min 45 s          | Hamish Carter (NZL) 1 h 49 min 57 s        |

### Féminin
| Épreuves | Or                                      | Argent                                  | Bronze                                  |
| -------- | --------------------------------------- | --------------------------------------- | --------------------------------------- |
| 2013     | Amélie Kretz (CAN) 1 h 03 min 18 s      | Ellen Pennock (CAN) 1 h 03 min 29 s     | Kirsten Sweetland (CAN) 1 h 03 min 35 s |
| 2012     | Lauren Groves (CAN) 1 h 04 min 42 s     | Sarah-Anne Brault (CAN) 1 h 04 min 52 s | Flora Duffy (BER) 1 h 04 min 56 s       |
| 2011     | Ashleigh Gentle (AUS) 2 h 00 min 14 s   | Mateja Šimic (SLO) 2 h 01 min 06 s      | Lisa Perterer (AUT) 2 h 01 min 07 s     |
| 2007     | Emma Moffatt (AUS) 1 h 57 min 52 s      | Kirsten Sweetland (CAN) 1 h 57 min 53 s | Annabel Luxford (AUS) 1 h 58 min 10 s   |
| 2006     | Emma Snowsill (AUS) 1 h 56 min 49 s     | Emma Moffatt (AUS) 1 h 57 min 38 s      | Samantha Warriner (NZL) 1 h 57 min 50 s |
| 2005     | Emma Snowsill (AUS) 1 h 58 min 11 s     | Annabel Luxford (AUS) 1 h 59 min 01 s   | Joanna Zeiger (USA) 1 h 59 min 50 s     |
| 2004     | Loretta Harrop (AUS) 1 h 58 min 11 s    | Rina Hill (AUS) 1 h 58 min 12 s         | Samantha Warriner (NZL) 1 h 59 min 04 s |
| 2003     | Barbara Lindquist (USA) 1 h 57 min 30 s | Sheila Taormina (USA) 1 h 58 min 22 s   | Laura Bennett (USA) 1 h 59 min 07 s     |
| 2002     | Siri Lindley (USA) 2 h 01 min 33 s      | Barbara Lindquist (USA) 2 h 01 min 42 s | Sheila Taormina (USA) 2 h 01 min 55 s   |